# Белявцева, Ольга Алексеевна
О́льга Алексе́евна Беля́вцева (род. 25 октября 1969 года, Задонск, Липецкая область) — российский предприниматель, инвестор и управленец. Акционер компаний АО «Прогресс» и ООО «Агроном-сад». Основатель частного инвестиционного фонда Evermount Capital Group. Председатель комитета «Деловой России» по детскому питанию.
В 2024 году заняла 2 место в рейтинге Forbes «10 богатейших self-made-женщин России. Рейтинг Forbes — 2024».

## Биография
Родилась 25 октября 1969 года в Задонске. Карьеру начала в 1990 году. В ходе приватизации вошла в команду управляющих, сформировавших концерн «Лебедянский», став одним из ключевых участников его трансформации.
С начала 2000-х — акционер и член совета директоров компании «Прогресс».

### Образование
Окончила экономический факультет Института международного права и экономики имени А. С. Грибоедова.

## Карьера

### Evermount Capital Group
С 2015 года развивает инвестиционный фонд Evermount Capital Group, ориентированный на проекты в сфере производства продуктов питания, упаковки, устойчивого сельского хозяйства, foodtech и цифровых решений для агросектора.

### Концерн «Лебедянский»
В 2000-х годах принимала участие в развитии дистрибьюторской платформы концерна «Лебедянский» — одного из крупнейших российских производителей соков. Компания провела IPO в 2005 году и в 2008 году была продана консорциуму PepsiCo и Pepsi Bottling Group за $1,8 млрд. Сделка вошла в число крупнейших M&A в российском потребительском секторе.

### АО «Прогресс»
После выхода из «Лебедянского» стала акционером компании АО «Прогресс» — производителя детского питания (бренд «ФрутоНяня»). Под её участием компания заняла лидирующие позиции на российском рынке. В 2024 году доля компании на рынке детского питания составила 35,5 % (по данным Nielsen). Продукция представлена в 14 странах. Компания входит в число крупнейших работодателей FMCG-сектора в России.
В сентябре 2024 года в структуре акционеров произошли изменения в связи со сделкой с участием структур, аффилированных с Владимиром Лисиным. Белявцева сохранила долю в капитале.

### ООО «Бипласт»
Ольга Белявцева является владельцем компании «Бипласт», которая специализируется на производстве пластиковых изделий и товаров для дома. Среди основных клиентов компании такие бренды, как IKEA, Indesit, BEKO.

### ООО «Агроном-сад»
С 2023 года Белявцева сосредоточилась на развитии агропромышленного направления. ООО «Агроном-сад» (бренд «Собрано в саду») — один из крупнейших производителей яблок в Центральной России. Земельный фонд компании составляет свыше 5 тыс. гектаров, из которых 1,5 тыс. гектаров занято садами.
По объёму новых посадок предприятие входит в число крупнейших в Восточной Европе. Компания является единственным в России производителем сорта Cosmic Crisp. Представляет собой производство и центр хранения яблок, где хранится около 6 тыс. тонн яблок.
«Агроном-сад» является поставщиком X5 Group, «Магнита», «Азбуки вкуса» и других ритейлеров.

## Ключевые сделки
- Продажа компании «Лебедянский» (PepsiCo, 2008) — одна из крупнейших сделок в истории российского FMCG[6].
- Сделка с Mondi Group[англ.] по продаже производителя упаковки «Бипак» (2016) — оценка сделки составила 2,8 млрд рублей[14].
- Вхождение структур Владимира Лисина в капитал АО «Прогресс» (2024)[8].

## Рейтинги и награды
- Входила в список Forbes «200 богатейших бизнесменов России» (2021) с состоянием 600 млн долларов США[15].
- 12-е место в рейтинге Forbes Woman (2023)[16].
- 2 место в рейтинге Forbes «10 богатейших self-made-женщин России. Рейтинг Forbes — 2024»[2].
- Спикер на форумах по устойчивому развитию, здоровью нации, демографической политике[17].

## Семья
Три сына. Не замужем.